# Campeonato Mundial de Basquetebol Masculino de 1950
O Campeonato Mundial de Basquetebol Masculino de 1950 foi a 1ª edição do Campeonato Mundial de Basquetebol. Foi disputado na América do Sul por conta da situação caótica de destruição vivida pela Europa após a 2ª Guerra Mundial. O país escolhido foi a Argentina cuja sede foi Buenos Aires, de 22 de outubro a 3 de novembro de 1950, organizado pela Federação Internacional de Basquetebol (FIBA) e pela Federação Argentina de Basquetebol.
O mundo ainda vivia um momento bastante conturbado politicamente, e isso já deixou uma primeira marca: a Iugoslávia, sob o regime comunista, não aceitou enfrentar a Espanha, que vivia o regime do fascismo.
Os Estados Unidos não se entusiasmaram com o torneio, ao qual sempre deram menos importância do que aos Jogos Olímpicos. Foram representados nesse campeonato pelo time de operários da fábrica da Chevrolet.
Toda a competição foi disputada no Luna Park, em Buenos Aires, e a Argentina conquistou o ouro ao derrotar os Estados Unidos por 64-50.

## Equipes participantes
A FIBA determinou os requerimentos de classificação para o Campeonato Mundial como os seguintes: os três melhores times dos últimos Jogos Olímpicos de Verão, os dois melhores times da América do Sul, Europa e Ásia, além do país-sede. França, Brasil e os Estados Unidos garantiram um lugar cada, por conta de sua performance nos Jogos Olímpicos de Verão de 1948, realizados em Londres. Uruguai e Chile classificaram-se como os dois melhores times do Campeonato Sul-Americano de Basquetebol de 1949, e o Egito, com o primeiro lugar no Eurobasket de 1949. Como nenhuma equipe asiática participou devido a dificuldades de viagem, convites foram estendidos a Equador, Iugoslávia e Espanha. O Uruguai também desistiu do torneio, por razões políticas. O Peru participou em seu lugar.
| Estreou na 1ª Fase Preliminar         | Estreou na 2ª Fase Preliminar                                    | Desistiu  |
| ------------------------------------- | ---------------------------------------------------------------- | --------- |
| - Egito - Peru - Iugoslávia - Equador | - Argentina - Brasil - Chile - França - Espanha - Estados Unidos | - Uruguai |

## Fase Preliminar

### Tabelas
|  | Primeira Fase Perdedores para a 1ª Fase da Repescagem | Primeira Fase Perdedores para a 1ª Fase da Repescagem | Primeira Fase Perdedores para a 1ª Fase da Repescagem |  |  | Segunda Fase Perdedores para a 1ª Fase da Repescagem | Segunda Fase Perdedores para a 1ª Fase da Repescagem | Segunda Fase Perdedores para a 1ª Fase da Repescagem |
|  |                                                       |                                                       |                                                       |  |  |                                                      |                                                      |                                                      |
|  |                                                       |                                                       |                                                       |  |  | Brasil                                               | Brasil                                               | 40                                                   |
|  | Peru                                                  | Peru                                                  | 33                                                    |  |  | Peru                                                 | Peru                                                 | 33                                                   |
|  | Iugoslávia                                            | Iugoslávia                                            | 27                                                    |  |  |                                                      |                                                      |                                                      |

|  | Primeira Fase Perdedores para a 1ª Fase da Repescagem | Primeira Fase Perdedores para a 1ª Fase da Repescagem | Primeira Fase Perdedores para a 1ª Fase da Repescagem |  |  | Segunda Fase Perdedores para a 1ª Fase da Repescagem | Segunda Fase Perdedores para a 1ª Fase da Repescagem | Segunda Fase Perdedores para a 1ª Fase da Repescagem |
|  |                                                       |                                                       |                                                       |  |  |                                                      |                                                      |                                                      |
|  |                                                       |                                                       |                                                       |  |  | Espanha                                              | Espanha                                              | 56                                                   |
|  | Egito                                                 | Egito                                                 | 43                                                    |  |  | Egito                                                | Egito                                                | 57                                                   |
|  | Equador                                               | Equador                                               | 37                                                    |  |  |                                                      |                                                      |                                                      |

|  | Segunda Fase Perdedores para a 2ª Fase da Repescagem |                |    |
|  |                                                      |                |    |
|  | Estados Unidos                                       | Estados Unidos | 37 |
|  | Chile                                                | Chile          | 33 |

|  | Segunda Fase Perdedores para a 2ª Fase da Repescagem |           |    |
|  |                                                      |           |    |
|  | Argentina                                            | Argentina | 56 |
|  | França                                               | França    | 40 |

### Primeira Fase
| 22 de outubro |  | Peru | 33–27 | Iugoslávia |  | Buenos Aires |  |

| 22 de outubro |  | Egito | 43–37 | Equador |  | Buenos Aires |  |

- Egito e Peru avançaram à Segunda Fase Preliminar.
- Equador e Iugoslávia disputaram a Primeira Fase da Repescagem.

### Segunda Fase
| 23 de outubro |  | Estados Unidos | 37–33 | Chile |  | Buenos Aires |  |

| 23 de outubro |  | Argentina | 56–40 | França |  | Buenos Aires |  |

| 23 de outubro |  | Peru | 33–40 | Brasil |  | Buenos Aires |  |

| 23 de outubro |  | Espanha | 56–57 | Egito |  | Buenos Aires |  |

- Argentina, Brasil, Egito e EUA avançaram à Fase Final.
- Chile e França avançaram à Primeira Fase da Repescagem.
- Peru e Espanha avançaram à Segunda Fase da Repescagem.

## Repescagem

### Primeira Fase
| 24 de outubro |  | Chile | 40–24 | Iugoslávia |  | Buenos Aires |  |

| 24 de outubro |  | Equador | 43–48 | França |  | Buenos Aires |  |

- Chile e França avançaram à Segunda Fase da Repescagem.
- Equador e Iugoslávia disputaram a Fase de Classificação.

### Segunda Fase
| 25 de outubro |  | Espanha | 40–54 | Chile |  | Buenos Aires |  |

| 25 de outubro |  | França | 49–46 (OT) | Peru |  | Buenos Aires |  |

- Chile e França avançaram à Fase Final.
- Peru e Espanha disputaram a Fase de Classificação.

## Fase de Classificação
| #  | Time       | Pts. | V | D | PP  | PC  | SP  |
| -- | ---------- | ---- | - | - | --- | --- | --- |
| 7  | Peru       | 6    | 3 | 0 | 140 | 123 | +17 |
| 8  | Equador    | 5    | 2 | 1 | 142 | 140 | +2  |
| 9  | Espanha    | 4    | 1 | 2 | 89  | 97  | -8  |
| 10 | Iugoslávia | 3    | 0 | 3 | 83  | 93  | -10 |

| 27 de outubro |  | Equador | 45–40 | Iugoslávia |  | Buenos Aires, Argentina |  |

| 27 de outubro |  | Peru | 43–37 | Espanha |  | Buenos Aires, Argentina |  |

| 29 de outubro |  | Peru | 46–43 (OT) | Iugoslávia |  | Buenos Aires, Argentina |  |

| 29 de outubro |  | Equador | 54–50 | Espanha |  | Buenos Aires, Argentina |  |

| 30 de outubro |  | Espanha | 2–0 (Walkout) | Iugoslávia |  | Buenos Aires, Argentina |  |

| 30 de outubro |  | Equador | 43–51 | Peru |  | Buenos Aires, Argentina |  |

## Fase Final
| # | Time           | Pts. | V | D | PP  | PC  | SP  |
| - | -------------- | ---- | - | - | --- | --- | --- |
| 1 | Argentina      | 10   | 5 | 0 | 300 | 200 | 100 |
| 2 | Estados Unidos | 9    | 4 | 1 | 221 | 200 | 21  |
| 3 | Chile          | 7    | 2 | 3 | 209 | 233 | -24 |
| 4 | Brasil         | 7    | 2 | 3 | 214 | 182 | 32  |
| 5 | Egito          | 7    | 2 | 3 | 158 | 208 | -50 |
| 6 | França         | 5    | 0 | 5 | 173 | 252 | -79 |

| 27 de outubro |  | Chile | 48–44 | França |  | Buenos Aires, Argentina |  |

| 27 de outubro |  | Egito | 32–34 | Estados Unidos |  | Buenos Aires, Argentina |  |

| 29 de outubro |  | Egito | 31–28 | França |  | Buenos Aires, Argentina |  |

| 29 de outubro |  | Argentina | 40–35 | Brasil |  | Buenos Aires, Argentina |  |

| 30 de outubro |  | Argentina | 62–41 | Chile |  | Buenos Aires, Argentina |  |

| 30 de outubro |  | Brasil | 42–45 | Estados Unidos |  | Buenos Aires, Argentina |  |

| 31 de outubro |  | Brasil | 38–19 | Egito |  | Buenos Aires, Argentina |  |

| 31 de outubro |  | Argentina | 66–41 | França |  | Buenos Aires, Argentina |  |

| 1 de novembro |  | Chile | 29–44 | Estados Unidos |  | Buenos Aires, Argentina |  |

| 1 de novembro |  | Argentina | 68–33 | Egito |  | Buenos Aires, Argentina |  |

| 2 de novembro |  | França | 33–48 | Estados Unidos |  | Buenos Aires, Argentina |  |

| 2 de novembro |  | Brasil | 40–51 | Chile |  | Buenos Aires, Argentina |  |

| 3 de novembro |  | Chile | 40–43 | Egito |  | Buenos Aires, Argentina |  |

| 3 de novembro |  | Brasil | 59–27 | França |  | Buenos Aires, Argentina |  |

| 3 de novembro |  | Argentina | 64–50 | Estados Unidos |  | Buenos Aires, Argentina |  |

## Classificação Final
| Posição | Time           | Desempenho |
| ------- | -------------- | ---------- |
| 1       | Argentina      | 6-0        |
| 2       | Estados Unidos | 5-1        |
| 3       | Chile          | 4-4        |
| 4       | Brasil         | 3-3        |
| 5       | Egito          | 4-3        |
| 6       | França         | 2-6        |
| 7       | Peru           | 4-2        |
| 8       | Equador        | 2-3        |
| 9       | Iugoslávia     | 0-5        |
| 10      | Espanha        | 1-4        |

## Seleção do Campeonato
- Argentina Oscar Furlong (Argentina)
- Estados Unidos John Stanich (EUA)
- Chile Rufino Bernedo (Chile)
- Espanha Alvaro Salvadores (Espanha)
- Argentina Ricardo Gonzalez (Argentina)

## Maiores Pontuadores
1. Espanha Alvaro Salvadores (Spain) 13.7
2. Equador Fortunato Munoz (Ecuador) 13.2
3. Equador Alfredo Arroyave (Ecuador) 11.4
4. Argentina Oscar Furlong (Argentina) 11.1
5. Chile Rufino Bernedo (Chile) 10.7
6. Argentina Ricardo Gonzalez (Argentina) 10.6
7. Peru Eduardo Fiestas (Peru) 8.6
8. Peru Alberto Fernandez (Peru) 8.1
9. Chile Victor Mahana (Chile) 7.8
10. França Jacques Perrier (França) 6.2